# Kumara
Kumara je biljni rod od dvije vrste geofita iz porodice čepljezovki. Obje su južnoafrički endemi iz kapskih provincija
Rod je opisan 1786.

## Vrste
1. Kumara haemanthifolia (Marloth & A.Berger) Boatwr. & J.C.Manning
2. Kumara plicatilis (L.) G.D.Rowley